# 서울 지하철 4호선 상계역 추돌 사고
상계역 전동차 추돌 사고는 2020년 6월 11일 오전 10시 40분경, 수도권 전철 4호선 상계역에서 한국철도공사 전동차와 서울교통공사 전동차 간 추돌이 일어나면서 발생한 사고이다.

## 사고 개요
창동차량기지로 입고 중이던 서울교통공사 소속 회송 열차인 461편성(열차번호 #G4933)이 출발중이던 한국철도공사 소속 341x23편성(열차번호 #K4581)의 후면부를 들이받으면서 발생하였다.

## 피해 규모
이 사고로 부상자가 발생하였으나 사망자는 발생하지 않았다
이 사고로 한국철도공사 341000호대 전동차 사고 전동차(34123편성)와 서울교통공사 4000호대 VVVF 전동차(461편성)이 충돌하면서 한국철도공사 소속 전동차 3량과 서울교통공사 전동차가 파손되었다.

## 사고 원인
현재로서는 신호기 고장으로 인한 발생으로 추정되지만 확실히 밝혀지지 않아 서울교통공사 측에서 조사할 예정이다. 사고 후엔 신호기 고장으로 추정하였으나 사고 후 3개월 동안 2020년 6월 상계역 차량 추돌 사고를 원인 조사를 한 결과, 열차가 상계역에 접근하기 전 멈춰 섰다가 자동운행 모드로 전환된 이상 현상을 보였지만, 해당 기관사는 관제센터에 알리지 않고 계속 운행했고 또 부딪히기 직전까지 전방을 제대로 살피지 않았다. 심지어 운전석 앞창문을 차양막으로 가리기까지 했는데,
1. 휴대전화로 주식을 하고 있었으며,
2. 테니스 동호회로 창동기지에 입고 후 테니스를 조금이라도 빨리 치러 가려다가

1, 2가 복합적으로 작용하여 사고를 내었다. 경찰조사시 경찰의 휴대전화 제출에 "잊어버렸다고" 진술하였으나 테니스 동호회에 '사고나서 못 간다'는 통화기록이 있다는 것을 파악하였다. 서울시는 기관사에게 운행 도중 차양막을 내리지 못하게 하고 운전 업무와 상관없는 휴대전화, 전자기기 사용을 자제할 것을 지시하였다.

## 같이 보기
- 5호선 발산역 탈선 사고